# برينيه براون
كاساندرا برينيه براون (بالإنجليزية: Brené Brown) (مواليد 18 نوفمبر 1965) هي كاتبة أمريكية وأستاذة باحثة في جامعة هيوستن قضت معظم حياتها العملية وهي تدرس الشجاعة، والتعرضية، والخزي، والتقمص الوجداني، ومن بين ما تقوم به إلى جانب الكتابة والبحوث هي العمل كمستشارة لدى كبرى الشركات والشخصيات، مثل أوبرا وينفري وآي بي إم وغيرها. وظهر خمسة من كتبها في قائمة نيويورك تايمز للكتب الأفضل مبيعاً، بينما يبقى تسجيل حديثها في مؤتمر تيد من بين قائمة الخمسة تسجيلات تيد الأكثر مشاهدة في العالم، بأكثر من 44 مليون مشاهدة.

## روابط خارجية
- برينيه براون على موقع IMDb (الإنجليزية)
- برينيه براون على موقع قاعدة بيانات الفيلم (الإنجليزية)